# EIGHT (Do As Infinityのアルバム)
『EIGHT』（エイト）は、日本のロックバンド・Do As Infinityが2011年1月19日にavex traxから発売した8枚目のオリジナルアルバムである。

## 内容
前作『ETERNAL FLAME』から約1年4ヶ月ぶりのオリジナルアルバム。
タイトルは前作のタイトルがEで終わっているため、E始まりとなっている。意味は特になく、8枚目なのと漢字で八と書くと末広がりで縁起がいいこと、横にするとバンド名である∞になることから制作当初から決定していたという。今作は前作が再結成後初のアルバムということでDo As感を意識しシリアスな楽曲が占めてしまった反省点を踏まえ、Do As感を意識しない明るい作品、軽快でライブ映えする楽曲に着想を持って制作された 。
ジャケットが異なるCD+DVD盤とCD盤の2形態で発売された。CD+DVD盤には特典として「1/100」「Hand in Hand」「君がいない未来」のミュージック・ビデオと、『Do As Infinity LIVE TOUR 2010 ～ETERNAL FLAME～』のドキュメンタリー映像を収録したDVDが同梱された。また、『BREAK OF DAWN』から続いていた、初回プレス仕様特典のボーナストラックは未収録となった。
オリコンチャート初登場4位を獲得。『NEED YOUR LOVE』以来2作ぶりにトップ5入りを果たした。

## 収録曲

### Disc 1 / CD
| 全編曲: Seiji Kameda。 |                                             |                                        |                   |       |
| #                      | タイトル                                    | 作詞                                   | 作曲              | 時間  |
| 1.                     | 「Baby! Baby! Baby!」                       | Masanori Ouchi                         | Shoichiro Hirata  | 3:51  |
| 2.                     | 「Special」                                 | Ryo Owatari                            | STIL              | 3:49  |
| 3.                     | 「1/100」                                   | Ryo Owatari                            | Katsumi Ohnishi   | 3:44  |
| 4.                     | 「Hand in Hand」(Strings: 金原千恵子)       | Kenn Kato                              | Katsumi Ohnishi   | 5:07  |
| 5.                     | 「ワンダフルライフ」                        | Ryo Owatari、Tomiko Van                | Ryo Owatari       | 3:39  |
| 6.                     | 「僕が描いてた僕」                          | ZENTA                                  | ZENTA             | 3:57  |
| 7.                     | 「JIDAISHIN」                               | Kazunori Watanabe                      | Kazunori Watanabe | 3:54  |
| 8.                     | 「Everything will be all right」            | Tomiko Van                             | Shohei Ohi        | 4:58  |
| 9.                     | 「Fly to the Freedom」(Strings: 金原千恵子) | Kyasu Morizuki                         | Kunio Tago        | 5:02  |
| 10.                    | 「Dear memories」                           | Tomiko Van                             | ZENTA             | 4:57  |
| 11.                    | 「1176時間」                                | Psycho Kawamura                        | Yoshihiro Suda    | 4:30  |
| 12.                    | 「君がいない未来」                          | Kyasu Morizuki、Tomiko Van、Kano Inoue | Katsumi Ohnishi   | 4:19  |
| 合計時間:              | 合計時間:                                   | 合計時間:                              | 合計時間:         | 51:47 |

### Disc 2 / DVD（初回限定盤のみ）
| #  | タイトル                                             | 作詞 | 作曲・編曲 |
| -- | ---------------------------------------------------- | ---- | ---------- |
| 1. | 「1/100」(Music Clip)                                |      |            |
| 2. | 「Hand in Hand」(Music Clip)                         |      |            |
| 3. | 「君がいない未来」(Music Clip)                       |      |            |
| 4. | 「Do As Infinity LIVE 2010 -Documentary-」(特典映像) |      |            |

### 解説
1. Baby! Baby! Baby!
ファンクロック調の楽曲[2]。
2. Special
大渡曰く「アメリカ合衆国西海岸を思わせるポップなメロディ」とのこと[1]。
3. 1/100
23rdシングルの収録曲。
4. Hand in Hand
今作のリード曲。絆をテーマに制作された楽曲[1]。
5. ワンダフルライフ
「アザヤカナハナ」以来となる大渡作曲の楽曲。音楽ディレクターの徳田善久の「ツアードキュメントを作りたいから、それに合うような曲を書いてほしい」と懇願され制作された。その中で前年の『Do As Infinity LIVE TOUR 2010 ～ETERNAL FLAME～』で伴がアコースティック・ギターを演奏する楽曲があったこともあり、イメージを膨らませてスライドギターを取り入れたフォークソング調の楽曲となった[1]。
歌詞は徳田の「『スタンド・バイ・ミー』みたいな風景が見える歌詞がいい」と提案され、常日頃から街から街へライブツアーができる喜びをそのまんま大渡が書き、大渡が書いたものを受けて2コーラス目を伴が大渡と意見交換をしながら書いている。伴は「大渡の頭の中にある完成図にどう寄り添えるかというのが一番の課題だった」と語っている[1]。
6. 僕が描いてた僕
7. JIDAISHIN
1st限定販売シングルの表題曲。
8. Everything will be all right
23rdシングルの収録曲。
9. Fly to the Freedom
大渡はこの楽曲のディストーションのギターリフとストリングスが絡む感じを、レッド・ツェッペリンの「カシミール」を彷彿させるとしてそれを意識して演奏したという[2]。
10. Dear memories
歌詞はデモを最初に聴いた伴が幼少期に父親と手を繋いで歩いた場面を思い出し、久々に実家に帰った後再び東京に戻る、気持ちの切り替えを覚悟する思いを書いている[1]。
11. 1176時間
12. 君がいない未来
22ndシングルの表題曲。

## 参加ミュージシャン
Do As Infinity
- 伴都美子：Vocal & Chorus (全曲)
- 大渡亮：Guitar (全曲)、Vocal (#4)

Support Musician
- 亀田誠治：Bass (#1〜7,9,10,12)
- 大神田智彦：Bass (#8)
- 河村"カースケ"智康：Drums (#1〜10,12)
- 皆川真人：Acoustic Piano (#3,4)、Electoric Piano & Organ (#7)、Rhodes Electric Piano (#8)
- 斎藤有太：Electric Piano (#10,11)
- 長須与佳：Shakuhachi (#3)
- 金原千恵子ストリングス：Strings (#4,9)
- 山本拓夫：Saxophone (#1,8)
- 村田陽一：Trombone (#1,8)
- 西村浩二：Trumpet (#1,8)
- 豊田泰孝：Manipulator (#1〜7,9,10,12)
- 飯田高広：Synthesizer Programming (#8)
- 中山信彦：Synthesizer Programming (#11)

## タイアップ
- BOAT RACE振興会『Battle of 6 BOAT RACE』2010年度後期CMソング (#3)
- 愛グループ『FIVESTAR WEDDING』CMソング (#4)
- BOAT RACE振興会『Battle of 6 BOAT RACE』2010年度前期CMソング (#8)
- 日本テレビ系列アニメ『犬夜叉 完結編』オープニングテーマ (#12)